# Pisaura acoreensis
Pisaura acoreensis là một loài nhện trong họ Pisauridae.
Loài này thuộc chi Pisaura. Pisaura acoreensis được Jörg Wunderlich miêu tả năm 1992.